# Cheilosia stackelbergiana
Cheilosia stackelbergiana är en tvåvingeart som beskrevs av Barkalov 2005. Cheilosia stackelbergiana ingår i släktet örtblomflugor, och familjen blomflugor. Inga underarter finns listade i Catalogue of Life.